# 贵州鼠尾草
贵州鼠尾草（学名：Salvia cavaleriei）为唇形科鼠尾草属的植物，是中国的特有植物。分布在中国大陆的贵州、四川、广西、广东等地，生长于海拔530米至1,300米的地区，多生长在林下、岩石的山坡上和水沟边。

## 变种
- 紫背贵州鼠尾草（学名：Salvia cavaleriei var. erythrophylla），分布在中国大陆的四川、云南、湖南、广西、湖北、陕西等地，生长于海拔700米至2,000米的地区，多生于林下、路旁和草坡。
- 血盆草（学名：Salvia cavaleriei var. simplicifolia），别名罗汉草、破罗子、破落子、单叶波罗子、翻背红、鼠雀菜、退节草、气喘药、红薄洛、，红肺筋、红五匹、反背红、朱砂草、叶下红、红青菜，分布在中国大陆的湖北、湖南、江西、广东、广西、贵州、云南及四川等省，生长在海拔460-2700米的山坡、林下或沟边。